# Subergorgia thomsoni
Subergorgia thomsoni is een zachte koraalsoort uit de familie Subergorgiidae. De koraalsoort komt uit het geslacht Subergorgia. Subergorgia thomsoni werd in 1911 voor het eerst wetenschappelijk beschreven door Nutting. 